# 賭博默示錄
《賭博默示錄》（日语：賭博黙示録カイジ）是福本伸行的日本漫畫作品。1996年開始在講談社漫畫雜誌週刊Young Magazine上連載。
續篇分別為《賭博破戒錄》（賭博破戒録カイジ）、《賭博墮天錄》（賭博堕天録カイジ）、《賭博墮天錄 和也篇》（賭博堕天録カイジ 和也編）、《賭博墮天錄 單張撲克篇》（賭博堕天録カイジ ワン・ポーカー編）、《賭博墮天錄 24億逃出篇》（賭博堕天録カイジ 24億脱出編），故事互相連貫。

## 作品概要
第22回講談社漫畫賞。單行本發行數量《賭博默示錄》380萬本《賭博破戒錄》260萬本。《賭博墮天錄》第13本時累計1,100萬部。
在2007年10月以《逆境無頼开司》（Ultimate Survivor）為題電視動畫化。
2011年4月，动画第2期「破戒錄篇」播出。

## 故事簡介
- 第一章 希望之船 （賭博默示錄1～5）

主角伊藤開司自1996年3月開始，來到東京3年仍無所事事，過著每天和人賭博、喝酒的墮落生活。
由於過去的同事古畑向帝愛集團以一個月20%的利率借了30萬元，但古畑潛逃1年後，被欺騙而做保的開司莫名背上385萬的債務。
為了償還債務，開司接受遠藤的邀請登上名為艾斯波瓦魯（法文「希望」之意）之船，參加限時賭局的規則：參與者須向主辦方高額借貸的巨款，以標著「剪刀、石頭、布」的撲克為道具，奪取對手身上的星星，賭局結束時，牌未用完及星星少于3顆者將判定失資格。而星星超過3顆者，將其欠款一筆勾銷。
- 第二章 絕望之城 （賭博默示錄5～13）

參賽者首先到比賽場地，六條離地面10公尺高的鐵條，最先走到對面的前兩名可獲得2,000萬元與1,000萬元的獎金，「勇者之路」。來賓在鐵條下方下注，宣辦方聲稱只要通過就能得到獎金。
通過賽馬者如要領取獎金，而要再重複走一次同樣的路。
接著開司向帝愛集團第2號人物，利根川發起挑戰，項目是皇帝牌（E-Card）。有兩種牌型「皇帝方」及「奴隸方」，皇帝方有皇帝1張市民4張；奴隸方有奴隸1張、市民4張，皇帝勝市民、市民勝奴隸、奴隸勝皇帝。
絕望之城最終章，開司挑戰帝愛王國的皇帝，會長兵藤和尊。使用新開封的面紙盒，在其中放入紙巾作成的籤，先抽中中獎籤的人獲勝。開司賭上4根手指以贏取1億元的鉅款。
- 第三章 欲望之沼 （賭博破戒錄）

被打入地獄的開司，必須以賭博獲勝重回人間。地獄唯一的賭博項目是：骰子。在碗中投3顆骰子來比大小，需要有一對相同骰子附加1顆骰子，那1顆骰子就是花色。
暫時回到地面後，開司挑戰1,000倍柏青哥機，曾令數百人自殺吞食他們生命，絕無可能成功的機台「沼澤」。1顆鋼珠的價錢為4,000日圓，只要成功突破重重關卡即可取得前人所打的所有彈珠，得到7億元鉅款。
- 第四章 渴望之血 （賭博墮天錄、賭博墮天錄 和也篇、單張撲克篇、24億逃出篇）

## 登場人物

### 主角
伊藤開司
聲優：萩原聖人（日本）；陳彥鈞（台灣）
演員：藤原龍也，台灣配音：林谷珍→于正昇
本作主角，21歲（初登場）。長髮的成年男子，沒有固定的工作和儲蓄，是一個尼特族。父親已去世，母親從事兼職，並有個從事公務員的姐姐。個性相當重視情義，是個爛好人，絕不背叛同伴，也不願意傷害他人性命，但也因此常吃虧，有嚴重賭癮，也習慣在贏錢後購買朝日啤酒與串燒享用。當以性命作為賭注的賭博時會揮出超乎常人的智慧與觀察力，但只要一離開賭桌馬上智商暴跌、變回一事無成又容易被騙的廢柴魯蛇。
故事一開始為開司高中畢業後來到東京三年後的生活，生活狀況極差，一直過著廉價的賭博生活，為了發洩經常賭博輸錢的不滿有著偷拔他人賓士標誌及破壞輪胎的陋習。由於幫以前兼職的同事古畑作保，但古畑却棄債潛逃，開始與帝愛集團的孽緣。在與利根川的賭博中，自行切下自己左耳，左眼下從此多了道疤痕。後來輸給兵藤和尊，被切下四根左手手指。於破戒錄篇片頭得知經由密醫治療接上耳朵及所有手指。
破戒錄篇中向遠藤尋求賭博，卻被遠藤暗算而送入地下王國。在地下王國得知地下骰子的賭博，為了獲得五十萬倍利卡可出外一天的權利，在大槻的慫恿下參與，並預支了往後幾個月的薪水，成為了45組。但卻在一次的地下骰子賭博中輸在大槻手上。之後在三好的記事本發現大槻作弊的跡象，而召集45組對大槻展開反擊，最後打敗大槻，並贏走了1825萬2千倍利卡。在45組的請託之下回到了地上，並打算贏錢來救出45組。
欲望之沼篇在開司苦於沒有錢的情況下偶遇坂崎，並得知了帝愛集團旗下管理的地下賭場，為了賺到救出45組的錢且償還債款，打算向地下賭場的「沼澤」宣戰，在一陣子的觀察得知賭場店長一條在機器上設置不可能中獎之機關。在最後的挑戰化解了前兩道關卡，並運用雙重傾斜破解第三道關卡並獲得了7億大獎，向被帶走的一條下挑戰狀。而在分錢時被遠藤下藥，帶走臨時跟遠藤借的一千萬且加總利息的錢，最後剩6153萬元。於最後救出了45組，並在山崎的慷慨解囊下與他們會面。
在外傳《中間管理錄利根川》、《1日外出錄大槻》客串登場。

### 帝愛集團
兵藤和尊
聲優：津嘉山正種（日本）；陳幼文（台灣）
演員：佐藤慶，台灣配音：李香生→陳幼文
帝愛集團總裁。喜好積蓄錢財（放高利貸）與欣賞別人痛苦的老人。經營著各種賭博活動，藉以榨取他人錢財及滿足自己的扭曲興趣。個性極為苛刻，對犯錯的人不講情面。對於賭博方面，對結果極為尊重，即使會有損失亦會照辦。思考方式十分特別，常常做出匪夷所思的行為，多半於進食方面。除此之外，對於人心的揣摩十分擅長。
利根川幸雄
聲優：白龍〈本篇電視動畫〉／森川智之〈中間管理錄利根川〉（日本）；魏伯勤（台灣）
演員：香川照之，台灣配音：待查詢→吳文民
原帝愛集團第二把交椅。個性奸詐狡猾，常說些似是而非的道理，總是冷酷無情地執行兵藤和尊的意志。負責說明限定猜拳活動比賽規則，在開司成功走過鐵橋後，與之進行皇帝牌的最終對決，由於在皇帝牌的賭博中的最後敗給開司，被兵藤和尊命令接受「鐵板磕頭」後失勢。
在外傳《中間管理錄利根川》則從另一個角度描繪了以利根川為主角的職場故事。
黑崎義裕
聲優：堀内賢雄〈本篇電視動畫〉／宮内敦士〈中間管理錄利根川〉（日本）；魏伯勤（台灣）
演員：嶋田久作→吉田鋼太郎，台灣配音：吳文民→梁興昌
現任帝愛集團第二把交椅，在利根川失勢後取而代之，相當器重一条。
遠藤勇次
聲優：内田直哉〈本篇電視動畫〉／津田健次郎〈中間管理錄利根川〉（日本）；陳幼文（台灣）
帝愛集團員工，負責向人討債。邀請開司參加希望之船的賭博，也曾把潛逃的開司抓到地下王國中。由於利根川失勢喪失地位，連帶自身遭受波連，幾乎要捲款跑路。後接受開司的提議，與坂崎三人挑戰沼澤。
在真人電影版中變更人物設定，性別變更為女性，名字則改為遠藤凛子（演員：天海祐希，台灣配音：李明幸→連思宇）。

### 賭博默示錄

#### 希望之船篇
古畑武志
聲優：松本保典（日本）；于正昇（台灣）
和開司於一年前從事兼職的同事，借了許多高利貸後潛逃。在船上與開司重逢並合作，最後因起貪念和安藤守一起背叛開司。
安藤守
聲優：櫻井敏治（日本）；林士程（台灣）
戴眼鏡、身材肥胖的男子。輸光了所有的卡，被開司邀請共同合作。向古畑要到一張卡後擅自與人對決落敗，最後因起貪念和古畑武志一起背叛開司。
石田光司
聲優：家中宏（日本）；于正昇（台灣）
演員：光石研，台灣配音：李香生→李世揚
戴眼鏡的中年男子。在「限定猜拳」中遭人設計而被關入小黑屋中，被開司贖回。相當崇拜開司，於「勇者之路」中將希望託付給開司後，於高空中墜落而死。有一子広光，因賭博欠債遭帝愛集團抓入地下。
船井譲次
聲優：石川英郎（日本）；陳幼文（台灣）
演員：山本太郎，台灣配音：吳文民→李世揚
有著厚嘴唇的男子，頭腦聰明且狡猾。和開司是唯二借了一千萬作賭本的參加者。第二次參加此賭博，開頭便以希望能平手收場來設計開司，贏走了2顆星星。得知開司的壟斷策略後，希望能以一顆星星換取所需的卡片以獵取其關注的獵物，但被拒絕。活動終盤提出重新分派所有人的卡片的提議並執行，後來被開司證明其出老千，陷入被人懷疑、無人願意與其對決的處境。最後不得不與開司進行明知必輸的對決，失去5顆星星後勝出活動。
平衡理論男
聲優：小野健一（日本）；魏伯勤（台灣）
姓名不詳，喜歡找只剩一顆星星的人對決的男子。習慣將三種猜拳卡盡可能維持相同數量出牌，並認為他人也是這樣出牌。其習慣被開司看穿，並誤判開司手上的牌。與開司的對決以1勝3敗收場。
北見
聲優：矢尾一樹（日本）；魏伯勤（台灣）
染髮的長髮男子，與另外兩位姓名不詳的男人合夥。和開司不約而同想到壟斷卡片的策略，令開司的計畫差點付諸流水。被開司看穿會出的牌，而令其團體失去了共三顆星，並將責任歸咎於同伴而拆夥。由於同伴被開司收買，將其持有的牌賣給開司一夥，自己一人無法消耗持有的大量卡片，只好倒賠兩百萬及所有卡片給開司後勝出活動。
岡林
聲優：西村朋紘（日本）；魏伯勤（台灣）
限定猜拳活動中盤仍殘存的參加者之一，接受了船井重新分派所有人卡片的提議。
高田
聲優：高階俊嗣（日本）；林士程（台灣）
限定猜拳活動中盤仍殘存的參加者之一。
坂井
聲優：中村悠一（日本）；魏伯勤（台灣）
限定猜拳活動中盤仍殘存的參加者之一。

#### 絕望之城篇
佐原
聲優：甲本雅裕（日本）；林士程（台灣）
演員：松山研一，台灣配音：蔣鐵城
開司在超商打工的同事，秘密偷了老闆10萬後辭職。主動請求開司一起參加絕望之城的「勇者之路」賭博，後在高空摔落致死。
在真人電影版中改名為佐原誠，性格與原作劇情不同。
中山
聲優：小山力也（日本）；陳幼文（台灣）
參加絕望之城的「勇者之路」賭博者之一，遊戲中途失敗跌落而死。
太田
聲優：小野坂昌也（日本）；于正昇（台灣）
演員：中村靖日
參加絕望之城的「勇者之路」賭博者之一，遊戲中途失敗跌落而死。
秋川
聲優：金光祥浩（日本）；陳彥鈞（台灣）
參加絕望之城的「勇者之路」賭博者之一，遊戲中途失敗跌落而死。
藤野
聲優：河本邦弘（日本）；于正昇〈ep.12前期〉→陳幼文〈ep.12後期、ep.13〉→魏伯勤〈ep.14〉（台灣）
參加絕望之城的「勇者之路」賭博者之一，遊戲中途失敗跌落而死。
西田
聲優：松原大典（日本）；魏伯勤（台灣）
參加絕望之城的「勇者之路」賭博者之一，遊戲中途失敗跌落而死。
中村
聲優：徳本恭敏（日本）；林士程（台灣）
參加絕望之城的「勇者之路」賭博者之一，遊戲中途失敗跌落而死。
小泉
聲優：中村悠一（日本）；林士程（台灣）
參加絕望之城的「勇者之路」賭博者之一，遊戲中途失敗跌落而死。
背號10號的男子
聲優：中村悠一（日本）；林士程（台灣）
本名不詳。前髮往後梳、繫低馬尾，著白色衣服。在開司和利根川打皇帝牌時總是關心開司耳朵流血狀況，為了止血快速拆衛生紙盒，令開司想到用衛生紙盒抽籤打倒兵藤會長的男子。
背號5號的男子
聲優：佐藤雄大（日本）；林士程（台灣）
本名不詳，著紅色衣服。剛開始打皇帝牌一直為開司加油打氣，最後躲在廁所，手裡拿著開司硬拆下的耳朵幫助開司混淆利根川。
背號11號的男子
聲優：河本邦弘（日本）；于正昇〈ep.11〉→魏伯勤〈ep.22～ep.26〉（台灣）
本名不詳，穿著淡藍色衣服。第十一話參與人體賽馬，與開司和中山分配走同一條鋼條的倖存者。之後面紙盒抽籤在一旁協助開司打倒兵藤會長。
超商店長
聲優：安井邦彦（日本）；陳幼文（台灣）
開司在超商打工的店長。
西尾
聲優：阪本麻美（日本）
開司在超商打工的女同事。

### 賭博破戒錄

#### 地下骰子篇
大槻太郎
聲優：長（日本）；林士程（台灣）
演員：松尾勝幸，台灣配音：李香生→魏伯勤→孟慶府
開司所屬勞動班的班長，利用販賣食物與地下擲骰長期牟取暴利達1800多萬倍利卡。在擲骰中使用特製「四五六骰子」作弊，遭開司擊敗後依舊擔任班長待在地下，開司挑戰「沼澤」時詛咒開司失敗。
在外傳《1日外出錄大槻》則從另一個角度描繪了以大槻為主角的故事。
石和薫
聲優：西嶋陽一〈本篇電視動畫〉／松冈祯丞〈中間管理錄利根川〉（日本）；陳幼文（台灣）
演員：載寧龍二，台灣配音：蔣鐵城→陳彥鈞
大槻的同夥之一。
沼川拓也
聲優：逢坂力〈本篇電視動畫〉／佐藤拓也〈中間管理錄利根川〉（日本）；魏伯勤（台灣）
大槻的同夥之一。
小田切
聲優：小野健一〈本篇電視動畫〉／前野智昭〈中間管理錄利根川〉（日本）
地下王國C班班長。
三好智廣
聲優：遊佐浩二（日本）；于正昇（台灣）
演員：白石隼也，台灣配音：陳彥鈞
45組成員之一，為了打倒大槻，有記錄每次骰子點數的習慣於自己的筆記本中。
前田
聲優：梶雅人（日本）；于正昇（台灣）
45組成員之一。
横井
聲優：金光宣明（日本）；魏伯勤（台灣）
45組成員之一。
北川
聲優：奈良徹（日本）；林士程（台灣）
45組成員之一。
橋本
聲優：會一太郎（日本）；陳幼文（台灣）
45組成員之一。
石田廣光
聲優：鳥海浩輔（日本）；魏伯勤（台灣）
石田光司之子，將自己遭遇的一切全都歸咎給父親，最後被開司救回地面。
在真人電影版中變更人物設定，性別變更為女性，名字則改為石田裕美（演員：吉高由里子，台灣配音：謝佼娟）。

#### 欲望之沼篇
坂崎孝太郎
聲優：二又一成（日本）；魏伯勤（台灣）
演員：生瀨勝久，台灣配音：陳幼文
介紹開司前往帝愛集團所屬地下賭場的大叔，從擔任保全的公司裡偷來大筆贓款，目標是千元小鋼珠機「沼澤」的大獎七億。有一個跟自己長得很像的女兒美心。
一條聖也
聲優：浪川大輔（日本）；于正昇（台灣）
演員：伊勢谷友介，台灣配音：魏伯勤
地下賭場的店長，以菁英身分自居，期望著當黑崎取得帝愛集團領導權時，自己能被提拔為幹部。設計出惡魔般的千元小鋼珠機「沼澤」，最終仍遭開司攻略，兵藤盛怒之下將其下放至地下王國。
村上保
聲優：河本邦弘〈本篇電視動畫〉／虎島貴明〈中間管理錄利根川〉（日本）；林士程（台灣）
演員：柿澤勇人，台灣配音：李世揚
地下賭場的主任，和一条兩人輪流調整小鋼珠機「沼澤」的每日釘距。在最後「沼澤」將被攻破時，找出了「沼澤」私藏的秘密開關裝置「殺手」（電影版通稱），於中獎洞的周圍發出強烈的氣流阻止開司等人破關，但最終還是被攻破，與一條一同被放至地下王國。
山崎健二
聲優：藤原龍也〈本篇電視動畫〉／羽多野涉〈中間管理錄利根川〉（日本）；林士程（台灣）
為帝愛集團旗下的其中一名黑衣人，於外傳「中間管理錄利根川」中為利根川團隊黑衣人成員中隊長般的存在。前來為開司解除手上的計時器，並將45組成員及石田廣光帶至地面。最後面對把錢輸光不敢去見45組的開司，給了他三萬元，讓開司得以跟45組相會。

### 賭博墮天錄
村岡隆
裏賭場的社長，於十七步麻將被開司擊敗，背上巨額負債，之後被和也派人送往地下。
坂崎美心
坂崎孝太郎的女兒。

#### 和也篇
兵藤和也
兵藤和尊的二兒子。中學時曾與同學們上酒店狂歡，隨後被歹徒綁架，但無一人伸出援手，此事在他心中留下深深的創傷，並因此認為人性本惡。
為了擺脫父親的陰影而開始寫書，內容為通過殘忍的遊戲考驗人性，雖然文筆稚嫩但能讓人感到真實(因為是其真人真事)。
在人質營救遊戲中，因張博文、馬力歐、光山三人不斷成功營救，隨後開始作弊，在最後成功令光山背叛張博文和馬力歐。
之後在單張撲克中與開司對決，即使作弊依然被開司擊敗，在即將被母親索菲的機制摔死時，由開司、張博文、馬力歐成功救下，之後被黑衣人送入醫院。
光山 （光山（みつやま））
為和也的「救出」遊戲挑戰者之一。與另外兩人張博文及馬力歐為雇主兼朋友的關係。在被高利貸追債時與張博文及馬利奧的友情被和也看中，和也提出可幫光山還清債款，但得幫他做一項試驗。
在「救出」遊戲中因和也的手腳差點落入不被兩人信任的地步。而在遊戲終盤同樣被和也算計而面臨相信自己還是相信另外兩人的問題，最終在恐懼的折磨下，選擇背叛兩人，並拿到遊戲的所有獎金。
在24億逃出篇得知張博文、馬力歐與開司擊敗和也並拿到24億而心生嫉妒。在百貨公司碰巧撞見馬力歐並通報給遠藤。
張博文（チャン・ボーウェン）
為和也的「救出」遊戲挑戰者之一。中國人。在中國為低層的勞工，過著貧窮的日子，聽聞去日本賺錢可改變人生，而將買包子的錢拿去買日文辭典，並藉著朋友的幫助偽造身份來到日本，並與光山及馬力歐同居。
在三人中是頭腦較敏捷且沉穩的人，也相當的重情義，在光山被追債時自願捐腎，而在「救出」遊戲也是努力去扭轉變數。但最後卻因光山的背叛而差點被壓破腦袋，最終被開司救出。
在單張撲克篇與馬力歐及開司共同對戰和也，在開司因大意而準備摔死時，與馬力歐獻出自己的紅色生命 ，並在最後與開司及馬力歐見證勝利，並奪得24億後與其他兩人躲避帝愛追殺。
在24億逃出篇負責拋棄原本運送巨款的卡車，卻因變數而借宿於一個大叔的家裡，因大叔嗜酒的關係，回到根據地的時間一延再延，最終成功於開司及馬力歐會合。

## 本作中的賭博

### 賭博默示錄
限定猜拳（限定ジャンケン）
（括弧內是主辦單位沒有明說的規則）
帝愛集團主辦，在「希望之船」艾斯波瓦魯上舉行的賭博，活動時間為4個小時。開司參加時是103個人。
賭博開始前，所有參加者必須向主辦單位借最低一百萬、最高一千萬的賭本，30歲以上者上限為五百萬，每十分鐘算一次複利。留到活動時間結束者須歸還的金額是本金加上其4成。現金放在主辦單位發放的隨身紙袋中，可在賭博中任意使用。
參加者每人擁有12張猜拳卡片及3顆星星徽章。每種手勢各4張卡，星星則貼在左胸前的黏膠板上。
若一對參加者決定對決，則前往有黑衣人監管的箱前，喊出下列口號及步驟
1.「CHECK」，拿出要出的牌，不可中止對決或更換成員。
2.「SET」，反面蓋上一張牌、不可更換卡片。
3.「OPEN」，開牌。勝者拿走敗者的星星（數量由當事人事先協定），平手則星星不會變動。
使用的卡片一定要投入箱內，不能再次使用。場上的電子顯示板會表示現在三種卡片的剩餘數量及時間（僅計算投入箱內的卡片）。
在此活動中獲勝必須滿足以下條件：
1.擁有3顆或以上星星，再次參加此賭博者為4顆或以上（星星可買賣或贈與）、不可用暴力奪取星星。
2.卡片全部用完（或賣、送給其他人），不可遺棄或毀損。
3.不曾在活動期間內，失去所有星星者。
遊戲中途，黑衣人會以一顆四百萬的價格購買星星。
滿足條件者將到二樓，償還賭本後，可享用餐點，觀賞場內活動。
未能滿足者的卡片會全部投入箱內、星星全部沒收，並送到另一間房間內，被迫脫光衣服及烙印上號碼，房間設有單面窗，可單方面觀察賭博大廳。於活動時間截止後，可由勝者給予規定數量的星星以復活。否則會被送走，遭受各類非人道的對待。
（幕后花絮：1. 本游戏策划者为左卫门三郎二郎，隶属利根川团队。2. 游戏使用的回收卡片的箱子因为忘记设计自动计数的装置，因此每个箱子里都有藏有一名黑衣人，负责统计卡片剩余数量并实时显示在屏幕上）
勇者之路/人類賽馬
與其說這是賭博，不如說是一種病態的競賽。參賽者首先被裝進類似棺材的箱中，到達比賽場地後會發現眼前有六條離地面約十公尺高 長二十五公尺 寬五公分（越後面越窄）左右的鐵條，最先通過鐵條的前兩名可獲得兩千萬與一千萬的獎金。過程中容許參賽者將前面的人推落或是扶著鐵條坐下。
（幕后花絮：本游戏策划者为兵藤和尊會長本人。）
高空走通電鋼條（電流鉄骨渡り）
與人類賽馬相同但並非競賽模式，只要通過就能得到獎金。但場地移到了二十幾層樓的高空，並且鐵條上通有電流，只要碰觸到鐵條或掉落就必死無疑。就算順利抵達對岸，若是直接開啟窗戶也會被氣壓差形成的強風吹落。实际上对岸建有玻璃栈道，只不过在远距离的情况下无法看到，挑战者走到铁条尽头就能站上玻璃栈道，顺着楼梯来到安全的窗户进入室内。
（幕后花絮：本游戏策划者为兵藤和尊會長本人。）
皇帝牌 E - Card（Eカード）
一套牌共有10张，总共有三種牌型：皇帝一張、市民八張、奴隸一張。皇帝勝市民、市民平市民、市民勝奴隸、奴隸勝皇帝。
雙方玩家各持五張卡，扮演奴隸或皇帝，奴隶方持有一张奴隶和四张市民，皇帝方持有一张皇帝和四张市民。规定双方在出牌之前必须逐一过目并确认卡牌，禁止随机出牌。玩家轮流出牌到桌面並開牌比較勝負，每局進行到勝負決定為止。
皇帝與奴隸的角色每三局交換一次，總共進行十二局。若在扮演皇帝時獲勝可獲得與賭注相同的金額，在扮演奴隸時獲勝則可獲得五倍。
由于在本作中开司没有金钱赌本，因此需要承担失去眼膜/耳膜的代价。开司可以选择给一只眼睛/耳朵戴上能遥控行进的刺针机器，针具与眼膜/耳膜的初始距离为3厘米（30毫米），最长可行进45毫米（但这会导致失败之后针具严重损害颅脑），以毫米为单位设置赌注，1毫米等价于10万日元，开司胜利则获得金钱，失败则针具前进设定的距离。同时，假如利根川扮演奴隶方获胜，开司的针具也只行进预定的赌注距离，不需要承担其五倍的代价。
（幕后花絮：本游戏策划者为蟹江優作，隶属利根川团队。）
面紙盒抽籤（ティッシュ箱くじ引き）
使用新開封的面紙盒（事實上為開司準備的作弊面紙盒），在其中放入紙巾作成的籤，先抽中中獎籤的人獲勝。

### 賭博破戒錄
地下王國骰子（地下チンチロリン）
在碗中掉出三顆骰子來比大小，需要有一對相同骰子附加一顆骰子，那一顆骰子就是花色，要是3次都沒有出現花色即為無花色，跳骰同理。要是出現特別花色一二三，則輸兩倍，花色四五六則嬴兩倍，全色嬴三倍，全色皆一的話則嬴五倍，要是花色相同，則平手而沒輸沒嬴。另外地下王國的特別規則為沒有莊家通吃與坐莊必須連坐2次（除非出現跳骰/無花色）。
柏青哥「沼澤」（パチンコ「沼」）
即台灣小鋼珠，動畫與電影版可稱「魔沼」、「沼澤機」。普通日本小鋼珠一顆4日圓，但該彈珠機一顆鋼珠的價錢為4000日圓，只要成功突破重重關卡即可取得前人所打的所有彈珠（看該彈珠的囤積的量），彈珠量低於三億更是無條件得三億。但該彈珠機的地下賭場老闆一條聖也在彈珠台中加入數種防禦機制且每隔數日更換釘鉅，使突破這「沼澤」的方法寥寥可數。
【第一关】——钉子森林：由数根钉子组成的阻挡弹珠路线的障碍物，可通过调整钉子间距来调整弹珠通过难度，A为最容易，平均每30颗可通过一颗；B次之，每60颗可通过一颗；C为最难，每100颗可通过一颗。
【第二关】——机械守卫：由两个机械臂构成的阀门，以固定时间间隔进行开合，正常通过率为1/3。（赌场在此设置了两个防御机制：1. 阀门口上方设置了感应装置，每当有弹珠通过感应装置，阀门就会关闭。2. 可让机械臂的开合间隔变短，让弹珠一颗都过不去）
【第三关】——三层圆盘：由分别有三个、四个和五个圆洞构成的三层圆盘，弹珠进入最后一层圆盘的中奖洞后游戏胜利。（赌场在此设置了两个防御机制：1. 圆盘可倾斜，当最后一层圆盘为向内倾斜时，由于中奖洞置于最顶端，弹珠极难爬升到圆盘顶端进洞，赌场可以调整圆盘倾斜度。2.第三層的中獎洞周圍的一側有隆起，阻止鋼珠從特定方向滾入。3. 中奖洞周边一圈有吹风装置，可以阻止任何弹珠进洞）
（幕后花絮：1.釘子森林的類型在一條接待利根川幸雄時，故意弄出了更加容易的“五年一度的設定Y”類型，即每10顆可通過9顆。2.機械守衛的感應裝置，也可以反向調整為一有彈珠通過，閘門就自動打開。3.第三場圓盤的設計，藏有“鳳凰系統”，此系統可使得彈珠自己跳出其他非中獎洞並不再入內，使得當初利根川在賭場接待中直接白贏了所有彈珠並回收了資金給帝愛）

### 賭博墮天錄
變相二人麻將「17步」（地雷ゲーム「17歩」）
使用一副普通麻雀與電動麻雀枱進行的遊戲。在決定賭博金額和先手後開始新一局。兩名玩家均獲得正前方的所有牌，並且在三分鐘內配出三番以上叫胡狀態的牌面。
雙方輪流打出餘下的牌，若對方打出的牌為自己叫胡的牌則獲勝。若雙方均打出第十七張牌則視為流局。
遊戲中不能摸牌。遊戲中沒有槓這一規則。
如果錯過了一次胡牌則不能再次和相同或與此相關的牌。例如錯過了四萬那麼對方下次打出的一四七萬均不能被胡。
有寶牌和裡寶牌，但裡寶牌不能算作叫胡所需的三番。
「救出」遊戲
三位好朋友：日本人光山生先，中國人張，菲律賓人馬力奧因為欠債被兵藤和也看中了，看中了他們為了朋友連腎臟都可以不要的友情，並給了他們機會參加這個遊戲，勝出將會有一億（3人均分即每人3333萬），在一個三層的階級形座位，每層都設有一個獨立座位和安全帶，三人會戴上一個頭盔，裡面播放音量大的音樂使他們不能互相溝通，而且頭盔上有一個燈泡，每一回合抽籤選擇坐的座位，扣上安全帶，然後選擇其中一位為營救者，其餘的人為人質。營救者的頭上會亮起燈泡（自己看不到），上層可以看見下層是否為營救者，方能決定自己是否人質（不能看後面），營救者必須在遊戲開始30秒後按下旁邊的燈解開自己座位的安全帶，到前方的桌上按下營救按扭，便能完成一局比賽。只要連續完成16局遊戲，便能三人倖存成功勝出。
單張樸克
使用特製的機器「母親索菲」和兩副樸克進行遊戲。
第一回合雙方從機器中獲得兩張牌，確認後放於機器上。機器會顯示出「up」和「down」的數量，8至K和A為up，2至7為down。雙方從兩張卡中選擇其一進行賭局。down中最小的2，可以贏過up中最大的A。

## 用语解說
帝爱集团（帝愛グループ）
以消费者金融为主业的日本最大的康采恩。破戒录第一话时迎来创立40周年。会长兵藤和尊掌握着绝对的权力。
鐵板磕頭（焼き土下座）
人在道歉時心理可能想著為何需要道歉等毫無誠意的想法，並由帝愛集團總裁兵藤和尊想出了這項刑具，而「鐵板磕頭」是跪在地上並將頭磕在高溫鐵板上進行道歉長達十秒才是最有誠意的道歉。此外「鐵板磕頭」還可以搭配另一項刑具使用，似乎是能夠使人強制磕頭在鐵板上的一種刑具，因如果沒有太大的勇氣在「鐵板磕頭」上磕頭道歉，就必須使用這項刑具，動畫與漫畫篇皆有登場。
地下王国
由帝愛集團所建立的地下王國，建造的工人則是所有欠下帝愛集團大筆債務的欠款人，使用的貨幣為倍利卡，一個月的薪水為九萬一千倍利卡=九千一百日元。
倍利卡（ペリカ）
地下王國的貨幣，10倍利卡等於1日圓。
一日外出券
在地下王國的欠款人可以使用50萬倍利卡暫時回到地面24小時。
45組（ヨンゴーぐみ）
地下王國一個月薪水為九萬一千元倍利卡，如要預支下個月的薪水由於風險只能預支六萬倍利卡，而如預支下下個月薪水只能預支四萬五千倍利卡，而45組由於地下骰子賭博欠下債務而紛紛預支下下月薪水四萬五千倍利卡，故稱之45組。

## 出版書籍
賭博默示錄
| 冊數 | 講談社         | 講談社                 | 長鴻出版社     | 長鴻出版社           |
| 冊數 | 發售日期       | ISBN                   | 發售日期       | EAN                  |
| ---- | -------------- | ---------------------- | -------------- | -------------------- |
| 1    | 1996年9月3日   | ISBN 978-4-06-336608-2 | 2002年5月10日  | EAN 471-0765-16618-2 |
| 2    | 1996年10月2日  | ISBN 978-4-06-336623-5 | 2002年7月23日  | EAN 471-0765-16773-8 |
| 3    | 1996年12月3日  | ISBN 978-4-06-336640-2 | 2002年8月10日  | EAN 471-0765-16774-5 |
| 4    | 1997年4月1日   | ISBN 978-4-06-336659-4 | 2002年9月5日   | EAN 471-0765-16971-8 |
| 5    | 1997年7月1日   | ISBN 978-4-06-336674-7 | 2002年11月20日 | EAN 471-0765-17151-3 |
| 6    | 1997年12月3日  | ISBN 978-4-06-336709-6 | 2002年12月18日 | EAN 471-0765-17200-8 |
| 7    | 1998年3月3日   | ISBN 978-4-06-336726-3 | 2003年1月15日  | EAN 471-0765-17245-9 |
| 8    | 1998年7月2日   | ISBN 978-4-06-336745-4 | 2003年4月30日  | EAN 471-0765-17518-4 |
| 9    | 1998年10月1日  | ISBN 978-4-06-336762-1 | 2003年7月18日  | EAN 471-0765-17726-3 |
| 10   | 1998年12月24日 | ISBN 978-4-06-336776-8 | 2004年1月30日  | EAN 471-0765-18139-0 |
| 11   | 1999年6月1日   | ISBN 978-4-06-336804-8 | 2004年4月13日  | EAN 471-0765-18401-8 |
| 12   | 1999年9月3日   | ISBN 978-4-06-336825-3 | 2004年5月19日  | EAN 471-0765-18503-9 |
| 13   | 1999年10月4日  | ISBN 978-4-06-336832-1 | 2004年10月8日  | EAN 471-0765-18820-7 |

| 冊數 | 標題 | 講談社         | 講談社                 |
| 冊數 | 標題 | 發售日期       | ISBN                   |
| ---- | ---- | -------------- | ---------------------- |
| 1    |      | 2003年9月24日  | ISBN 978-4-06-353113-8 |
| 2    |      | 2003年9月24日  | ISBN 978-4-06-353114-5 |
| 3    |      | 2003年11月5日  | ISBN 978-4-06-353123-7 |
| 4    |      | 2003年11月26日 | ISBN 978-4-06-353124-4 |
| 5    |      | 2003年12月10日 | ISBN 978-4-06-353135-0 |
| 6    |      | 2003年12月19日 | ISBN 978-4-06-353136-7 |

賭博破戒錄
| 冊數 | 講談社         | 講談社             | 長鴻出版社     | 長鴻出版社           |
| 冊數 | 發售日期       | ISBN               | 發售日期       | EAN                  |
| ---- | -------------- | ------------------ | -------------- | -------------------- |
| 1    | 2000年11月1日  | ISBN 4-06-336910-2 | 2004年10月29日 | EAN 471-0765-18919-8 |
| 2    | 2001年3月5日   | ISBN 4-06-336936-6 | 2004年12月16日 | EAN 471-0765-19129-0 |
| 3    | 2001年7月4日   | ISBN 4-06-336960-9 | 2005年4月15日  | EAN 471-0765-19242-6 |
| 4    | 2001年11月1日  | ISBN 4-06-336994-3 | 2005年5月17日  | EAN 471-0765-19554-0 |
| 5    | 2002年3月1日   | ISBN 4-06-361025-X | 2005年11月19日 | EAN 471-0765-19811-4 |
| 6    | 2002年6月3日   | ISBN 4-06-361047-0 | 2006年3月25日  | EAN 471-0765-19861-9 |
| 7    | 2002年10月2日  | ISBN 4-06-361076-4 | 2006年4月6日   | EAN 471-0765-20281-1 |
| 8    | 2002年12月24日 | ISBN 4-06-361097-7 | 2006年7月26日  | EAN 471-0765-20594-2 |
| 9    | 2003年4月2日   | ISBN 4-06-361122-1 | 2006年10月21日 | EAN 471-0765-21132-5 |
| 10   | 2003年9月2日   | ISBN 4-06-361160-4 | 2006年12月8日  | EAN 471-0765-21136-3 |
| 11   | 2003年12月22日 | ISBN 4-06-361191-4 | 2006年12月26日 | EAN 471-0765-21212-4 |
| 12   | 2004年3月2日   | ISBN 4-06-361213-9 | 2007年2月13日  | EAN 471-0765-21063-2 |
| 13   | 2004年4月1日   | ISBN 4-06-361222-8 | 2007年4月21日  | EAN 471-0765-21065-6 |

| 冊數 | 標題 | 講談社         | 講談社                 |
| 冊數 | 標題 | 發售日期       | ISBN                   |
| ---- | ---- | -------------- | ---------------------- |
| 1    |      | 2005年10月5日  | ISBN 978-4-06-371629-0 |
| 2    |      | 2005年10月5日  | ISBN 978-4-06-371630-6 |
|      |      |                |                        |
| 3    |      | 2005年10月19日 | ISBN 978-4-06-371635-1 |
| 4    |      | 2005年11月2日  | ISBN 978-4-06-371644-3 |
| 5    |      | 2005年11月16日 | ISBN 978-4-06-371647-4 |
| 6    |      | 2005年12月7日  | ISBN 978-4-06-371654-2 |

賭博墮天錄
| 冊數 | 講談社         | 講談社                 | 長鴻出版社     | 長鴻出版社            |
| 冊數 | 發售日期       | ISBN                   | 發售日期       | EAN                   |
| ---- | -------------- | ---------------------- | -------------- | --------------------- |
| 1    | 2004年11月1日  | ISBN 978-4-06-361280-6 | 2008年6月5日   | EAN 471-2805-82410-6  |
| 2    | 2005年3月2日   | ISBN 978-4-06-361317-9 | 2008年6月5日   | EAN 471-2805-82411-3  |
| 3    | 2005年6月1日   | ISBN 978-4-06-361346-9 | 2008年6月20日  | EAN 471-2805-82412-0  |
| 4    | 2005年10月4日  | ISBN 978-4-06-361376-6 | 2008年11月6日  | EAN 471-2805-582769-5 |
| 5    | 2005年12月28日 | ISBN 978-4-06-361415-2 | 2008年11月12日 | EAN 471-2805-82845-6  |
| 6    | 2006年4月3日   | ISBN 978-4-06-361437-4 | 2008年11月24日 | EAN 471-2805-82889-0  |
| 7    | 2006年7月3日   | ISBN 978-4-06-361457-2 | 2008年12月25日 | EAN 471-2805-82909-5  |
| 8    | 2006年11月2日  | ISBN 978-4-06-361494-7 | 2009年6月18日  | EAN 471-1552-44340-0  |
| 9    | 2007年2月6日   | ISBN 978-4-06-361524-1 | 2009年6月23日  | EAN 471-1552-44369-1  |
| 10   | 2007年6月6日   | ISBN 978-4-06-361553-1 | 2009年7月15日  | EAN 471-1552-44405-6  |
| 11   | 2007年9月6日   | ISBN 978-4-06-361587-6 | 2009年10月9日  | EAN 471-1552-44564-0  |
| 12   | 2007年12月28日 | ISBN 978-4-06-361631-6 | 2009年10月20日 | EAN 471-1552-44676-0  |
| 13   | 2008年4月4日   | ISBN 978-4-06-361648-4 | 2009年11月23日 | EAN 471-1552-44713-2  |

| 冊數 | 標題 | 講談社        | 講談社                 |
| 冊數 | 標題 | 發售日期      | ISBN                   |
| ---- | ---- | ------------- | ---------------------- |
| 1    |      | 2010年4月7日  | ISBN 978-4-06-374593-1 |
| 2    |      | 2010年4月21日 | ISBN 978-4-06-374601-3 |
| 3    |      | 2010年5月6日  | ISBN 978-4-06-374610-5 |
| 4    |      | 2010年5月19日 | ISBN 978-4-06-374618-1 |
| 5    |      | 2010年6月2日  | ISBN 978-4-06-374627-3 |
| 6    |      | 2010年6月16日 | ISBN 978-4-06-374636-5 |

賭博墮天錄 和也篇
| 冊數 | 講談社         | 講談社                                                  |
| 冊數 | 發售日期       | ISBN                                                    |
| ---- | -------------- | ------------------------------------------------------- |
| 1    | 2009年10月6日  | ISBN 978-4-06-361845-7                                  |
| 2    | 2010年2月5日   | ISBN 978-4-06-361870-9                                  |
| 3    | 2010年6月4日   | ISBN 978-4-06-361903-4                                  |
| 4    | 2010年10月6日  | ISBN 978-4-06-361947-8                                  |
| 5    | 2011年2月4日   | ISBN 978-4-06-361996-6                                  |
| 6    | 2011年6月6日   | ISBN 978-4-06-382037-9                                  |
| 7    | 2011年10月28日 | ISBN 978-4-06-362198-3（特裝版） ISBN 978-4-06-382093-5 |
| 8    | 2012年3月6日   | ISBN 978-4-06-382145-1                                  |
| 9    | 2012年7月6日   | ISBN 978-4-06-382192-5                                  |
| 10   | 2013年7月5日   | ISBN 978-4-06-382319-6                                  |

賭博墮天錄 單張撲克篇
| 冊數 | 講談社         | 講談社                 |
| 冊數 | 發售日期       | ISBN                   |
| ---- | -------------- | ---------------------- |
| 1    | 2013年11月6日  | ISBN 978-4-06-382358-5 |
| 2    | 2013年12月20日 | ISBN 978-4-06-382390-5 |
| 3    | 2014年5月2日   | ISBN 978-4-06-382469-8 |
| 4    | 2014年9月5日   | ISBN 978-4-06-382523-7 |
| 5    | 2014年12月5日  | ISBN 978-4-06-382540-4 |
| 6    | 2015年3月6日   | ISBN 978-4-06-382581-7 |
| 7    | 2015年6月5日   | ISBN 978-4-06-382615-9 |
| 8    | 2015年9月4日   | ISBN 978-4-06-382676-0 |
| 9    | 2015年12月4日  | ISBN 978-4-06-382720-0 |
| 10   | 2016年3月4日   | ISBN 978-4-06-382747-7 |
| 11   | 2016年6月6日   | ISBN 978-4-06-382803-0 |
| 12   | 2016年10月6日  | ISBN 978-4-06-382865-8 |
| 13   | 2017年9月6日   | ISBN 978-4-06-382906-8 |
| 14   | 2017年9月6日   | ISBN 978-4-06-510149-0 |
| 15   | 2017年11月6日  | ISBN 978-4-06-510427-9 |
| 16   | 2018年1月5日   | ISBN 978-4-06-510564-1 |

賭博墮天錄 24億逃出篇
| 冊數 | 講談社        | 講談社                 |
| 冊數 | 發售日期      | ISBN                   |
| ---- | ------------- | ---------------------- |
| 1    | 2018年6月6日  | ISBN 978-4-06-510942-7 |
| 2    | 2018年6月6日  | ISBN 978-4-06-511840-5 |
| 3    | 2019年3月6日  | ISBN 978-4-06-514795-5 |
| 4    | 2019年7月5日  | ISBN 978-4-06-516350-4 |
| 5    | 2019年11月6日 | ISBN 978-4-06-517727-3 |
| 6    | 2019年12月6日 | ISBN 978-4-06-517852-2 |
| 7    | 2020年6月5日  | ISBN 978-4-06-519997-8 |
| 8    | 2020年10月6日 | ISBN 978-4-06-520991-2 |
| 9    | 2020年11月6日 | ISBN 978-4-06-521333-9 |
| 10   | 2021年2月5日  | ISBN 978-4-06-522281-2 |
| 11   | 2021年5月6日  | ISBN 978-4-06-523344-3 |
| 12   | 2021年7月6日  | ISBN 978-4-06-523987-2 |
| 13   | 2021年9月6日  | ISBN 978-4-06-524745-7 |
| 14   | 2021年11月5日 | ISBN 978-4-06-525873-6 |
| 15   | 2022年1月6日  | ISBN 978-4-06-526487-4 |
| 16   | 2022年3月6日  | ISBN 978-4-06-527111-7 |
| 17   | 2022年5月6日  | ISBN 978-4-06-527781-2 |
| 18   | 2022年7月6日  | ISBN 978-4-06-528476-6 |
| 19   | 2022年9月6日  | ISBN 978-4-06-529117-7 |
| 20   | 2022年11月4日 | ISBN 978-4-06-529807-7 |
| 21   | 2023年1月6日  | ISBN 978-4-06-530381-8 |
| 22   | 2023年3月6日  | ISBN 978-4-06-531049-6 |
| 23   | 2023年5月8日  | ISBN 978-4-06-531692-4 |
| 24   | 2023年7月6日  | ISBN 978-4-06-532252-9 |
| 25   | 2023年10月5日 | ISBN 978-4-06-533369-3 |
| 26   | 2023年12月6日 | ISBN 978-4-06-533928-2 |

### 相關書籍
| 標題                 | 講談社        | 講談社                 | 講談社 |
| 標題                 | 發售日期      | ISBN                   |        |
| -------------------- | ------------- | ---------------------- | ------ |
| 開司語錄             | 1997年9月27日 | ISBN 978-4-06-319858-4 |        |
| 開司箴言             | 1999年5月19日 | ISBN 978-4-06-334072-3 |        |
| 開司勝利心理鬥爭講座 | 2001年4月20日 | ISBN 978-4-06-334394-6 |        |
| 開司倖存者的戒律     | 2002年6月4日  | ISBN 978-4-06-334557-5 |        |

| 標題              | 竹書房        | 竹書房                 | 竹書房 |
| 標題              | 發售日期      | ISBN                   |        |
| ----------------- | ------------- | ---------------------- | ------ |
| 逆轉人生的名言集  | 2009年10月5日 | ISBN 978-4-81-243991-3 |        |
| 逆轉人生的名言集2 | 2010年6月4日  | ISBN 978-4-81-244227-2 |        |
| 逆轉人生的名言集F | 2011年11月1日 | ISBN 978-4-81-244746-8 |        |

## 電視動畫

### 製作團隊
- 監督 - 佐藤雄三
- 系列構成 - 高屋敷英夫
- 人物設計 - 高田晴仁
- 美術監督 - 横松紀彥（第1期）、上野秀行（第2期）
- 色彩設計 - 大野春惠
- 攝影監督 - Oh Seong ha（第1期）、Lee Suk bum（第1期）、畑中宏信（第2期）
- 編輯 - 寺内聡
- 音樂 - タニウチヒデキ
- 音響監督 - 本田保則
- 製作人 - 中谷敏夫、田村学、岩佐直樹（第2期第17話 - ）
- 執行製作人 - 高橋亮平（第1期）、三田圭志（第2期）
- 动画制作 - MADHOUSE
- 製作 -
  - 第1期 - 逆境無賴開司 製作委員會（日本電視台、DNDP、VAP、MADHOUSE）
  - 第2期 - 逆境無賴開司 破戒錄篇 製作委員會（日本電視台、VAP）
- 旁白 - 日版為立木文彦、台版為曹冀魯。

### 主題曲
第1期
片頭曲「未來は僕等の手の中」（第1話 - 第26話）
歌 - カイジwithレッどぼんチリーず
片尾曲「負け犬たちのレクイエム」（第1話 - 第26話）
作詞・作曲・歌 - 白竜
第2期
片頭曲「Chase the Light!」（第2話 - 第24話）
歌 - Fear, and Loathing in Las Vegas
片尾曲「CからはじまるABC」（第1話 - 第19話）
歌 - 忘れらんねえよ
片尾曲「未来は僕等の手の中」（第26話）
歌 - カイジwithレッどぼんチリーず

### 各話列表
| 話數   | 標題  | 腳本       | 分鏡             | 演出                     | 作畫監督                                  | 總作畫監督      |
| 第1季  | 第1季 | 第1季      | 第1季            | 第1季                    | 第1季                                     | 第1季           |
| ------ | ----- | ---------- | ---------------- | ------------------------ | ----------------------------------------- | --------------- |
| bet.1  |       | 高屋敷英夫 | 大久保富彦       | 佐佐木奈奈子             | 張喜圭                                    | 高田晴仁        |
| bet.2  |       | 高屋敷英夫 | 佐藤雄三         | 中村亮介                 | 濱田邦彦                                  | 高田晴仁        |
| bet.3  |       | 広田光毅   | 池田重隆         | 池田重隆                 | 金東俊                                    | 高田晴仁 張喜圭 |
| bet.4  |       | 筆安一幸   | 池田重隆         | 朴湊景                   | 李炫姃 權赫正                             | 濱田邦彦        |
| bet.5  |       | 岩城忠雄   | 細田雅弘         | 細田雅弘                 | 菅野智之                                  | 濱田邦彦        |
| bet.6  |       | 高屋敷英夫 | 大久保富彦       | 金敏宣                   | 李延吉                                    | 金東湜          |
| bet.7  |       | 広田光毅   | 佐佐木奈奈子     | 佐佐木奈奈子             | 日向正樹                                  | 高田晴仁        |
| bet.8  |       | 筆安一幸   | 黒津安明         | 末田宜史                 | 張吉容                                    | 濱田邦彦        |
| bet.9  |       | 高屋敷英夫 | 青山弘           | 川村賢一                 | 李炫姃 權赫正                             | 金東湜          |
| bet.10 |       | 広田光毅   | 新留俊哉         | 田中洋之                 | 張吉容                                    | 濱田邦彦        |
| bet.11 |       | 筆安一幸   | 池田重隆         | 池田重隆                 | 金東俊                                    | 金東湜          |
| bet.12 |       | 高屋敷英夫 | 大久保富彦       | 細田雅弘                 | 青井清年                                  | 濱田邦彦        |
| bet.13 |       | 広田光毅   | 中村亮介         | 中村亮介                 | 細居美恵子                                | 濱田邦彦        |
| bet.14 |       | 筆安一幸   | 荒木哲郎         | 末田宜史                 | 張喜圭                                    | 高田晴仁        |
| bet.15 |       | 高屋敷英夫 | 佐々木奈々子     | 佐々木奈々子             | 張吉容                                    | 金東湜          |
| bet.16 |       | 岩城忠雄   | 金敏宣           | 金敏宣                   | 李炫姃 權赫正                             | 濱田邦彦        |
| bet.17 |       | 広田光毅   | 新留俊哉         | 川村賢一 岩城忠雄        | 金東俊                                    | 高田晴仁 金東湜 |
| bet.18 |       | 筆安一幸   | 坂田純一         | おゆなむ                 | 梅原隆弘                                  | -               |
| bet.19 |       | 吉野智美   | 細田雅弘         | 細田雅弘                 | 菅野智之                                  | 高田晴仁 金東湜 |
| bet.20 |       | 高屋敷英夫 | 末田宣史         | 末田宣史                 | 細居美恵子                                | 濱田邦彦        |
| bet.21 |       | 広田光毅   | 林秀夫           | 林秀夫                   | 張吉容                                    | 金東湜          |
| bet.22 |       | 筆安一幸   | 田中洋之         | 田中洋之                 | 張喜圭                                    | 高田晴仁        |
| bet.23 |       | 吉野智美   | 佐々木奈々子     | 佐々木奈々子             | 禹勝旭 金東俊 張吉容                      | 濱田邦彦        |
| bet.24 |       | 広田光毅   | 後藤圭二         | 金敏宣                   | 李炫姃                                    | 金東湜          |
| bet.25 |       | 筆安一幸   | 中村亮介         | 末田宜史                 | 張吉容                                    | 濱田邦彦        |
| bet.26 |       | 高屋敷英夫 | 佐藤雄三         | 佐藤雄三 岩城忠雄        | 高田晴仁 金東湜                           | -               |
| 第2季  |       |            |                  |                          |                                           |                 |
| Bet.1  |       | 高屋敷英夫 | 佐藤雄三         | 佐藤雄三                 | 高田晴仁 梅原隆弘                         | -               |
| Bet.2  |       | 廣田光毅   | 川尻善昭         | Hong Hun-pyo             | Kim Dong-sik                              | 梅原隆弘        |
| Bet.3  |       | 高屋敷英夫 | 川尻善昭         | Kim Min-sun              | Kim Dong-jun                              | 梅原隆弘        |
| Bet.4  |       | 廣田光毅   | 川尻善昭         | 松村政輝                 | 阿比留隆彦                                | 高田晴仁        |
| Bet.5  |       | 高屋敷英夫 | 藤山智美         | Woo Seung-wook           | Jang Kil-yong Kang Ill-gu                 | 梅原隆弘        |
| Bet.6  |       | 廣田光毅   | 川村賢一         | 川村賢一                 | Lee Hyun Joung                            | 梅原隆弘        |
| Bet.7  |       | 高屋敷英夫 | 神志那弘志       | 矢嶋哲生                 | 森智子                                    | 高田晴仁        |
| Bet.8  |       | 廣田光毅   | 浅香守生         | Hong Hun-pyo             | Kim Dong-sik                              | 梅原隆弘        |
| Bet.9  |       | 高屋敷英夫 | 川尻善昭         | Kim Min-sun              | Kim Dong-jun                              | -               |
| Bet.10 |       | 廣田光毅   | 松村政輝         | 松村政輝                 | 阿比留隆彦                                | 高田晴仁        |
| Bet.11 |       | 高屋敷英夫 | 川尻善昭         | Woo Seung-wook           | Jang Kil-yong Kang Ill-gu                 | -               |
| Bet.12 |       | 廣田光毅   | 川村賢一         | 中川淳 村岡朋美          | Lee Hyun Joung                            | 梅原隆弘        |
| Bet.13 |       | 高屋敷英夫 | 矢嶋哲生         | 矢嶋哲生                 | 森智子                                    | 高田晴仁        |
| Bet.14 |       | 高屋敷英夫 | 佐藤雄三         | 佐藤雄三                 | -                                         | -               |
| Bet.15 |       | 廣田光毅   | 川尻善昭         | Hong Hun-pyo             | Kim Dong-sik                              | -               |
| Bet.16 |       | 高屋敷英夫 | 川尻善昭         | Kim Min-sun              | Jang Hee-kyu                              | 梅原隆弘        |
| Bet.17 |       | 廣田光毅   | 松村政輝         | 松村政輝                 | 阿比留隆彦                                | 高田晴仁        |
| Bet.18 |       | 高屋敷英夫 | 川尻善昭         | Woo Seung-wook           | Jang Kil-yong                             | -               |
| Bet.19 |       | 廣田光毅   | 中川淳、村岡朋美 | 中川淳、村岡朋美         | Lee Boo-hee                               | 梅原隆弘        |
| Bet.20 |       | 高屋敷英夫 | 矢嶋哲生         | 矢嶋哲生                 | 森智子                                    | 高田晴仁        |
| Bet.21 |       | 廣田光毅   | 川村賢一         | Hong Hun-pyo             | Kim Dong-sik                              | -               |
| Bet.22 |       | 高屋敷英夫 | 田中洋之         | Kim Min-sun              | Jang Hee-kyu                              | 梅原隆弘        |
| Bet.23 |       | 廣田光毅   | 松村政輝         | 松村政輝                 | 阿比留隆彦                                | 高田晴仁        |
| Bet.24 |       | 高屋敷英夫 | 佐藤雄三         | Woo Seung-wook           | Jang Kil-yong 高田晴仁                    | -               |
| Bet.25 |       | 廣田光毅   | 川村賢一         | 川村賢一                 | 梅原隆弘 Jang Kil-yong                    | -               |
| Bet.26 |       | 高屋敷英夫 | 佐藤雄三         | 佐藤雄三 中川淳 村岡朋美 | Kim Dong-sik 阿比留隆彦 高田晴仁 梅原隆弘 | -               |

### 播放電視台
| 播放地區   | 播放電視台       | 播放日期                                          | 播放時間                                                          | 聯播網                        | 備註                                               |
| 第1季      | 第1季            | 第1季                                             | 第1季                                                             | 第1季                         | 第1季                                              |
| ---------- | ---------------- | ------------------------------------------------- | ----------------------------------------------------------------- | ----------------------------- | -------------------------------------------------- |
| 關東廣域圈 | 日本電視台       | 2007年10月2日 - 2008年4月1日                      | 週二 24:59 - 25:29                                                | 日本電視網系列                | 製作委員会參加                                     |
| 中京廣域圈 | 中京電視台       | 2007年10月17日 - 2008年4月16日                    | 週三 26:09 - 26:39                                                | 日本電視網系列                |                                                    |
| 近畿廣域圈 | 讀賣電視台       | 2007年10月29日 - 5月12日                          | 週一 26:29 - 26:59 2/18起：週一 25:59 - 26:29                     | 日本電視網系列                | MONDAY PARK檔                                      |
| 福岡縣     | 福岡放送         | 2007年11月5日 - 2008年5月12日                     | 週一 25:29 - 25:59                                                | 日本電視網系列                |                                                    |
| 日本全域   | 日視+            | 2008年1月10日 - 7月3日                            | 週四 22:30 - 23:00                                                | CS放送                        | 有重播時段                                         |
| 鹿兒島縣   | 鹿兒島讀賣電視台 | 2008年1月11日 - 7月4日                            | 週五 25:50 - 26:20                                                | 日本電視台系列                |                                                    |
| 廣島縣     | 廣島電視台       | 2008年10月14日 - 2009年4月14日                    | 週二 24:59 - 25:29                                                | 日本電視台系列                |                                                    |
| 日本全域   | Animax           | 2009年8月4日 - 2010年2月2日                       | 週二 22:00 - 22:30                                                | CS放送                        | LEVEL22時段 有重播時段                             |
| 臺灣       | 東森電影台       | 2012年2月17日 - 3月23日                           | 週五21:00 - 23:30 3/23為21:00 - 21:30                             | 有線電視                      | 國語配音五集連播 UTC+8 於電影時段播出              |
| 第2季      |                  |                                                   |                                                                   |                               |                                                    |
| 關東廣域圈 | 日本電視台       | 2011年4月5日 - 9月27日                            | 週二 24:59 - 25:29                                                | 日本電視網系列                | 製作局                                             |
| 近畿廣域圈 | 讀賣電視台       | 2011年4月11日 - 10月3日                           | 週一26:19 - 26:49 7/4起週一26:44 - 27:14                          | 日本電視網系列                | MONDAY PARK檔                                      |
| 北海道     | 札幌電視台       | 2011年4月22日 - 11月11日                          | 週五 25:58 - 26:28                                                | 日本電視網系列                | 未播出第一季                                       |
| 中京廣域圈 | 中京電視台       | 2011年4月22日 - 10月14日                          | 週五26:27 - 26:59 7/1起週五26:12 - 26:44                          | 日本電視網系列                |                                                    |
| 福岡縣     | 福岡放送         | 2011年4月24日 - 10月2日 2011年10月22日 - 10月29日 | 週日25:20 - 25:50 10/22起週六25:51 - 26:51                        | 日本電視網系列                |                                                    |
| 日本全域   | 日視+            | 2011年5月12日 - 11月10日                          | 週四24:00 - 24:30                                                 | CS放送                        | 有重播時段                                         |
| 石川縣     | 金澤電視台       | 2011年7月9日 - 2012年1月                          | 週六26:51 - 27:20                                                 | 日本電視台系列                | 未播出第一季                                       |
| 廣島縣     | 廣島電視台       | 2011年8月2日 - 2012年2月                          | 週二 25:04 - 25:34                                                | 日本電視台系列                |                                                    |
| 日本全域   | Animax           | 2012年11月8日 -                                   | 週一 - 週五 24:00 - 24:30                                         | BS/CS放送                     | 有重播時段                                         |
| 福井縣     | 福井放送         | 2014年10月15日 -                                  | 週三 25:40 - 26:10                                                | 日本電視台系列 電視台朝日系列 | 未播出第一季                                       |
| 臺灣       | 東森電影台       | 2012年3月23日 - 4月20日 接續首季播出              | 週五21:00 - 23:30 3/23為21:30 - 24:00 4/20為21:00 - 24:00六集連播 | 有線電視                      | 國語配音五集連播 UTC+8 於電影時段播出 總集篇未播出 |

## 真人電影

### 賭博默示錄：人生逆轉遊戲
於2009年10月10日上映。

#### 演員（第一部）
- 伊藤開司：藤原龍也（台灣配音：林谷珍）
- 遠藤凛子：天海祐希（台灣配音：李明幸）
- 利根川幸雄：香川照之（台灣配音：田志傑）
- 船井譲次：山本太郎（台灣配音：吳文民）
- 石田光司：光石研（台灣配音：李香生）
- 石田裕美：吉高由里子（台灣配音：李明幸）
- 大槻太郎：松尾勝幸（台灣配音：李香生）
- 兵藤和尊：佐藤慶（台灣配音：李香生）
- 佐原誠：松山研一（友情演出）（台灣配音：蔣鐵城）
- 屋形船老闆：罇真佐子（友情演出）（台灣配音：李明幸）
- 間島悟：尚玄（台灣配音：田志傑）
- 石和謙介：載寧龍二（台灣配音：蔣鐵城）
- 黑服：鈴木亮平（台灣配音：蔣鐵城）
- 黑服：兩國宏（台灣配音：李香生）
- 黑服：福本伸行（原作者·來賓演出）
- 宇多(巡航的参加者)：村田充（台灣配音：李香生）
- 藤間宇宙
- 北見(巡航的参加者)：聰太郎（台灣配音：吳文民）
- 太田(勇者之路的参加者)：中村靖日
- 高田(巡航的参加者)：丸山智己（台灣配音：蔣鐵城）
- 勇者之路的参加者：成河
- 情侣之男：遠藤要
- 情侣之女：松本亞希
- 帝愛集團的CM形象女孩：谷澤惠里香

#### 工作人员（第一部）
- 原作：福本伸行
- 監督：佐藤東弥
- 脚本：大森美香
- 音楽：菅野祐悟
- 製作：堀越徹、堀義貴、島谷能成、村上博保、平井文宏、阿佐美弘恭、入江祥雄、山口雅俊
- 执行制片人：奥田誠治
- 公司执行制片人：菅沼直樹、神蔵克
- 制作人：藤村直人、北島和久、山口雅俊
- 制片人协力：中谷敏夫
- 企画・脚本協力：株式会社ヒント
- 撮影：柳島克己（JSC）
- 照明：鈴木康介
- 録音：和久井良治
- 音響効果：谷口広紀
- 美術：小池寛
- VFX监督：西村了
- 音乐监制：志田博英
- 企画制作：日本テレビ放送網
- 制作公司：日テレアックスオン
- 配給：東宝
- 製作：「カイジ」製作委員会（日本テレビ放送網、ホリプロ、東宝、読売テレビ放送、バップ、D.N.ドリームパートナーズ、講談社、ヒント / STV・MMT・SDT・CTV・HTV・FBS）
- 主題歌：YUI「It's all too much」（STUDIOSEVEN Recordings / Sony Music Records）
- 劇中歌：YUI「Never say die」（STUDIOSEVEN Recordings / Sony Music Records）

### 賭博默示錄2：人生奪回遊戲
於2011年11月5日上映。

#### 演員（第二部）
- 伊藤開司：藤原龍也（台灣配音：于正昇）
- 一條聖也：伊勢谷友介（台灣配音：魏伯勤）
- 石田裕美：吉高由里子（台灣配音：謝佼娟）
- 利根川幸雄：香川照之（台灣配音：吳文民）
- 坂崎孝太郎：生瀬勝久（台灣配音：陳幼文）
- 大槻太郎：松尾鈴木（台灣配音：魏伯勤）
- 村上保：柿澤勇人（台灣配音：李世揚）
- 黒崎義裕：嶋田久作（台灣配音：吳文民）
- 石田光司：光石研（台灣配音：李世揚）
- 船井譲次：山本太郎（台灣配音：李世揚）
- 三好智広：白石隼也（台灣配音：陳彥鈞）
- 石和謙介：菊田大輔（台灣配音：陳彥鈞）
- 鐘森(沼澤輸家)：山本浩司（台灣配音：孟慶府）
- 第一位公主：菜葉菜（台灣配音：劉如蘋）
- 福本伸行（原作者·來賓演出）

#### 工作人员（第二部）
- 原作：福本伸行
- 監督：佐藤東弥
- 助監督：大津是
- 脚本：福本伸行、山崎淳也、大口幸子
- 音楽：菅野祐悟
- 製作指揮：宮崎洋、神蔵克
- 協力プロデューサー：中谷敏夫
- 制作プロデューサー：渡邉浩仁
- 企画プロデュース：藤村直人、山口雅俊
- 協力プロデューサー：中谷敏夫
- エグゼクティブプロデューサー：奥田誠治
- 撮影：藤石修
- 照明：鈴木康介
- 録音：横野一氏工
- 音響効果：谷口広紀
- 美術：内田哲也
- VFXスーパーバイザー：西村了
- 配給：東宝
- 製作：「カイジ2」製作委員会（日本テレビ放送網、ホリプロ、東宝、読売テレビ放送、バップ、D.N.ドリームパートナーズ、講談社、ヒント / STV・MMT・SDT・CTV・HTV・FBS）

### 賭博默示錄3：最終遊戲
於2020年1月10日上映。

#### 演員（第三部）
- 伊藤開司：藤原龍也（台灣配音：于正昇）
- 高倉浩介：福士蒼汰（台灣配音：王辰驊）
- 桐野加奈子：関水渚（台灣配音：張乃文）
- 廣瀬湊：新田真剣佑（台灣配音：喬資淯）
- 黒崎義裕：吉田鋼太郎（台灣配音：梁興昌）
- 大槻太郎：松尾鈴木（台灣配音：孟慶府）
- 坂崎孝太郎：生瀬勝久（台灣配音：陳幼文）
- 遠藤凛子：天海祐希（台灣配音：連思宇）
- 西野佳志：山崎育三郎（台灣配音：喬資淯）
- 菅原太一：瀬戸利樹（台灣配音：王辰驊）
- 高瀬強士：前田公輝（台灣配音：孟慶府）
- 『最後の審判』挑戦者：篠田麻里子（台灣配音：連思宇）
- 酒向芳（台灣配音：孟慶府）
- 渋沢総一郎： 金田明夫（台灣配音：孟慶府）
- 東郷滋：伊武雅刀（台灣配音：陳幼文）

#### 工作人员（第三部）
- 原作・脚本：福本伸行
- 監督：佐藤東弥
- 脚本：徳永友一
- 音楽：菅野祐悟
- 製作：沢桂一、堀義貴、市川南、菊川雄士、角田真敏、石川豊 、山口雅俊
- エグゼクティブプロデューサー：伊藤響
- 企画・プロデュース：藤村直人
- 制作プロデューサー：渡邉浩仁、小泉守
- 撮影：小原崇資
- 照明：木村明生
- 録音：菊地啓太
- 美術：樫山智恵子
- 装飾：高橋光
- 編集：佐藤崇
- VE：弓削聡
- VFXスーパーバイザー：堀尾知徳
- 記録：初山澄乃
- 助監督：伊野部陽平
- 制作担当：芳野峻大
- キャスティングプロデューサー：杉野剛
- 配給：東宝
- 制作プロダクション：日テレ アックスオン
- 企画・製作：日本テレビ放送網
- 製作：映画「カイジ ファイナルゲーム」製作委員会（日本テレビ放送網、ホリプロ、東宝、読売テレビ放送、講談社、ヒント / STV・MMT・SDT・CTV・HTV・FBS）

### 中国大陆版「動物世界」
於2018年6月29日上映，片名為「动物世界」。
由中國演員李易峰主演，奧斯卡影帝米高‧德格拉斯特邀主演，中國演員周冬雨客串。有評論認為中國版《動物世界》顯示了「野心勃勃的導演是想拍一部內容豐富得『沒有一秒是冷場』的國產電影，當然，花費在化妝造型、特技和後製的預算是看得見的，但電影更似一部讓人食不知其髓的大雜燴。」(紅眼，2018年)

## 外部連結
- 電視動畫網站 （页面存档备份，存于） （日語）
- 劇場版網站 （日語）